# フィッシュ・アンド・チップス
フィッシュ・アンド・チップス（英語: fish-and-chips）は、イギリスを代表する料理の一つ。タラなどの白身魚のフライに、棒状のフライドポテトを添えたもの。イングランドではファストフードとして親しまれ、国民食の長い歴史がある。バタード・フィッシュ（英語: battered fish）と呼ばれる場合もある。

## 食材

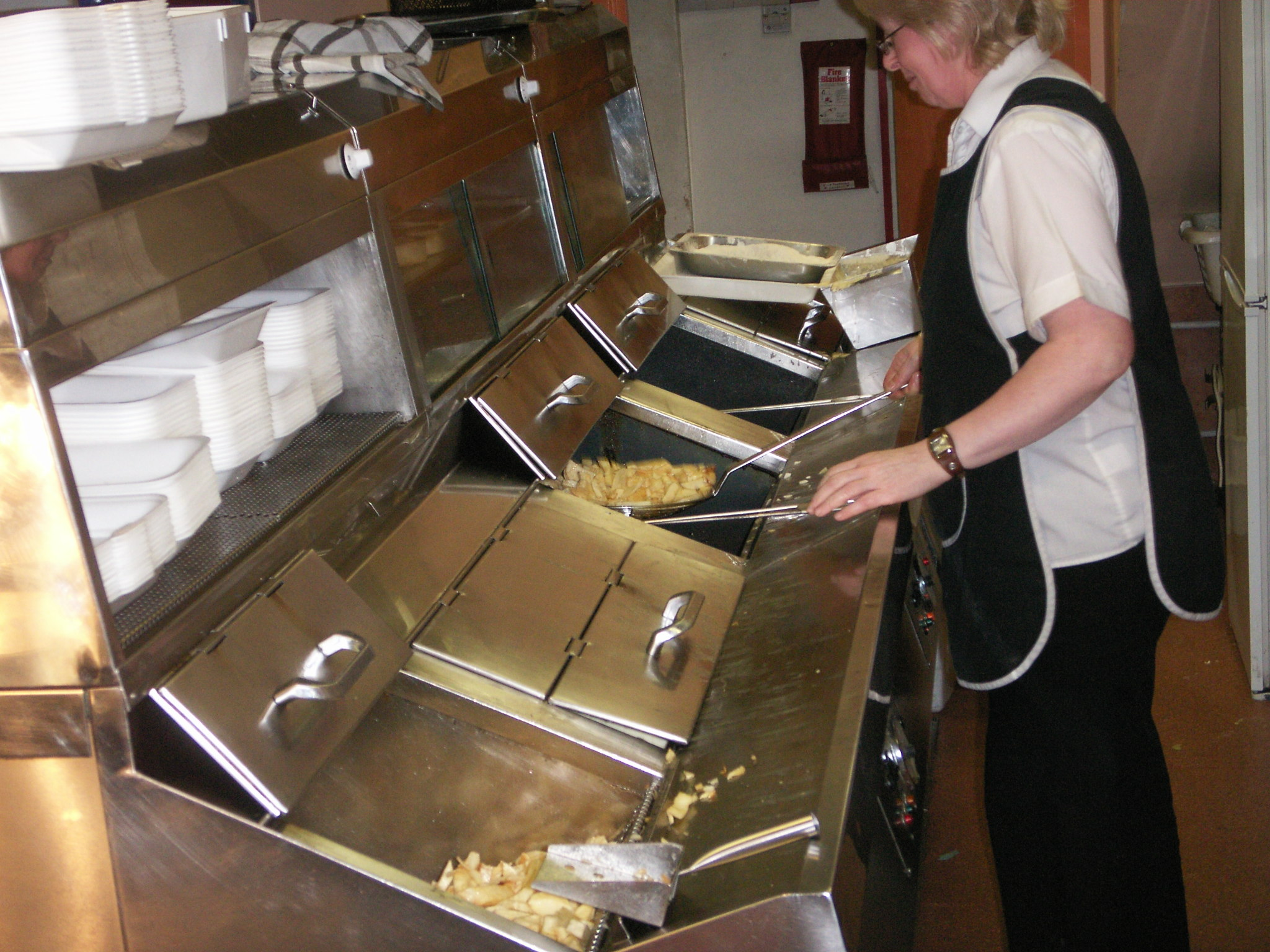
調理用のフライヤー

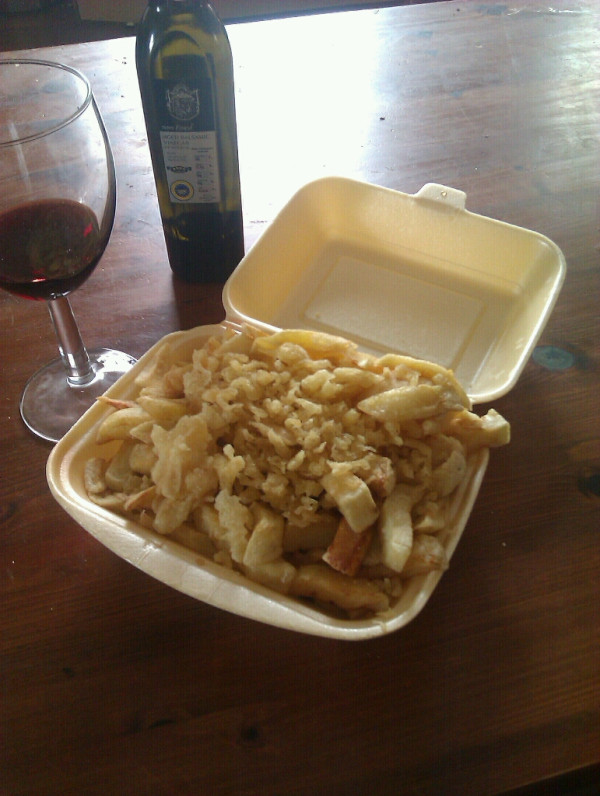
スクラップスとチップス

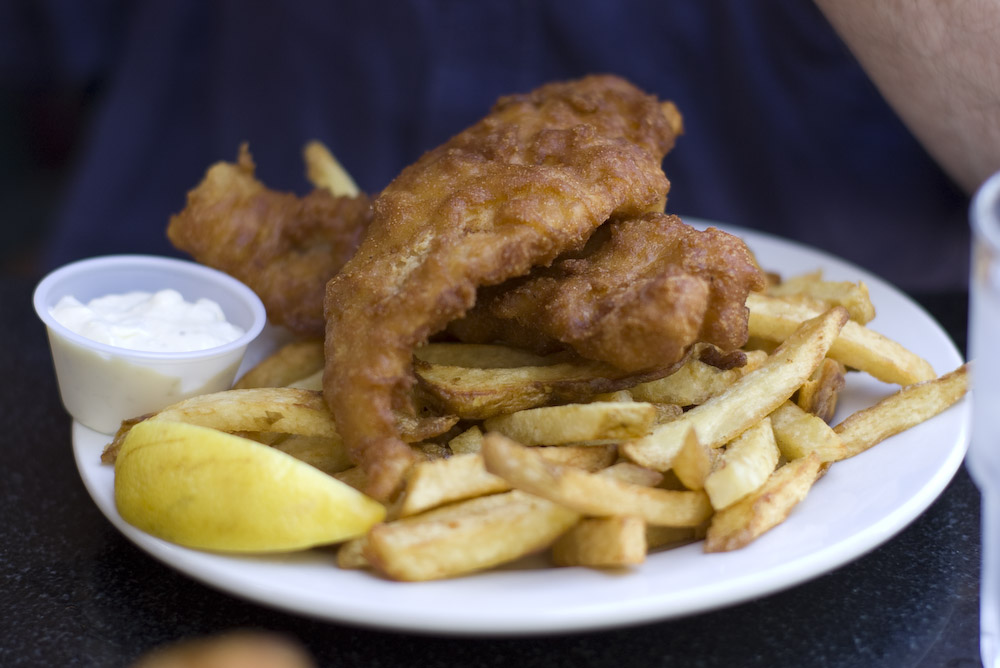
コッドを使ったフィッシュ・アンド・チップス（カナダ・ホースシュー・ベイ）

### 魚
フライにされる魚は基本的に白身魚であり、ハドック（Haddock）やコッド（Cod）などのタラ類、プレイスなどのカレイ・オヒョウ類が使われる。また、シュリンプやロブスターが食材に使われる場合もあり、低湿地であるフェンランドではウナギがフライの材料に使われる。
魚のサイズには通常ミディアム（もしくはスモール）とラージの2種があり、ミディアムを注文するとおよそ長さ20センチ・幅10センチ・厚さ3センチの切り身が調理される。

### 衣
魚に付ける衣は小麦粉を卵や水で溶いたものである。小麦粉を水で溶いた生地に色合いを付けるために少量の重曹と酢を入れるのが伝統的であり、重曹と酢が加えられた生地には泡が立っている。苦みと食感を加えるためにビール（エール）を入れたり、パンケーキやヨークシャー・プディングの生地のレシピを若干変えたものを衣にしたりと、レシピは店によって異なる。
ビールに含まれる二酸化炭素の働きによって、生地は明るい橙褐色に変化する。ビールの種類によって生地の風味も変化し、ラガーを使用する店もあればスタウトやビターを使用する店もある。生地に含まれるアルコール分は調理中に飛ばされるため、できあがったフィッシュ・アンド・チップスにアルコール分はほとんど含まれていない。
魚のフライを作る過程で生まれた衣のかけら（日本における天かすに相当するもの）はスクラップス（もしくはビッツ）と呼ばれ、チップスとともに提供される。伝統的に、フィッシュ・アンド・チップスの店でスクラップスは無料で提供されていた。イングランド北部では今なおスクラップスは人気があり、しばしば客の子供たちに振る舞われる。

### ジャガイモ
フィッシュ・アンド・チップスに付く「チップス」は、いわゆるポテトチップスのことではなく、フライドポテト（アメリカ合衆国で言うフレンチフライ）のイギリスでの呼び名である（イギリス英語でポテトチップスは一般にクリスプス「Crisps」と呼ぶ）。アメリカ合衆国資本のファーストフードチェーンで出されるフライドポテトに比べてイギリスのチップスは太い。
食用油が浸透するのはフライドポテトの比較的浅い部位に留まり、フライドポテトに含まれる脂肪分は表面積に比例する。チップスの表面積の割合はフレンチフライに比べて小さいため、ポテトの総重量が同じであれば、含まれる脂肪分が比較的少なくなる。また、チップスはフレンチフライよりも長い調理時間を要する。

### 油
伝統的にはヘットやラードが使用されていたが、現在ではピーナッツ油などの植物油が主流である。しかし、イングランド北部とスコットランドの少数の店、および北アイルランドの多くの店では、いまだにラードが使用されている。ラードは料理に独特の風味を与えるが、反面ベジタリアンや肉食・豚肉を忌避する宗教の信者からは敬遠される。また、イギリスではフィッシュ・アンド・チップスを揚げた後に出る廃油が、バイオディーゼル燃料の原料として再利用されている。

## 歴史

### 魚とジャガイモ
19世紀中ごろのイギリスでは、既に魚のフライとフライドポテトが店舗で販売されていた。本来は魚のフライはユダヤ人セファルディ系の移民が安息日に食べていた料理をイギリスにもちこんだものであり、その販売業はロンドンに住んでいたユダヤ人を発祥としていた。1840年代のソーホーでは魚のフライをごく普通に購入することができた。
フライドポテトの販売業はランカシャーのマンチェスター北東にあるオールダム（Oldham）で始まったとされているが、これはイギリスにおいてジャガイモを食用にする習慣は北部から広まったことに由来する。
二つのフライが「フィッシュ・アンド・チップス」として一緒に販売される形態が普及するのは1860年代以降である。これには産業革命により急速に整備された鉄道輸送が寄与しており、ミッドランド・ディストリクトやリンカンシャーなどの地方からジャガイモと魚が大都市に運ばれることにより食文化として成立することとなった。

### フィッシュ・アンド・チップスの起源
フィッシュ・アンド・チップスの正確な起源は不明であるが、ヴィクトリア朝期に多数存在したホット・パイ・ショップが発祥だと推測されている。ホット・パイ・ショップではパイ以外に魚のフライとチップスも売られていたが、次第にパイではなく魚のフライとチップスが中心になったと考えられている。魚のフライとチップスを提供する店は「フィッシュ・アンド・チップス」と呼ばれ、そこで出される料理そのものも店と同じ名前で呼ばれた。
1860年にロンドンのジョセフ・マリンが販売を始めたとされるマリンズ（Malin's）が最古であると考えられているが確かな記録は残されておらず、ランカシャー州モスリーにあったリーズィズ（Lees's）が最古であると考える見解もある。しかしマリンズ（Malin's）は1972年に閉店、リーズィズ（Lees's）も現存してはいない。

### 産業革命との関係
フィッシュ・アンド・チップスが普及した背景には、産業革命による技術革新が存在していた。
産業革命前は新鮮な生魚を遠方に輸送する手段は存在していなかったが、鉄道網の整備と蒸気船の登場により、ロンドンなどの大都市に迅速に鮮魚を輸送することが可能となった。また、生魚の保存に役立つ冷凍技術が発達し、1880年代に導入されたトロール漁業によって多量の魚を獲ることが可能となった。
産業革命期の労働者は、安価ですぐに食べられ、さらに腹持ちの良い食事を求めており、イギリスの工業化の進行とともに魚のフライとチップスの組み合わせは、労働者の食事の主体として普及した。

### 20世紀以降

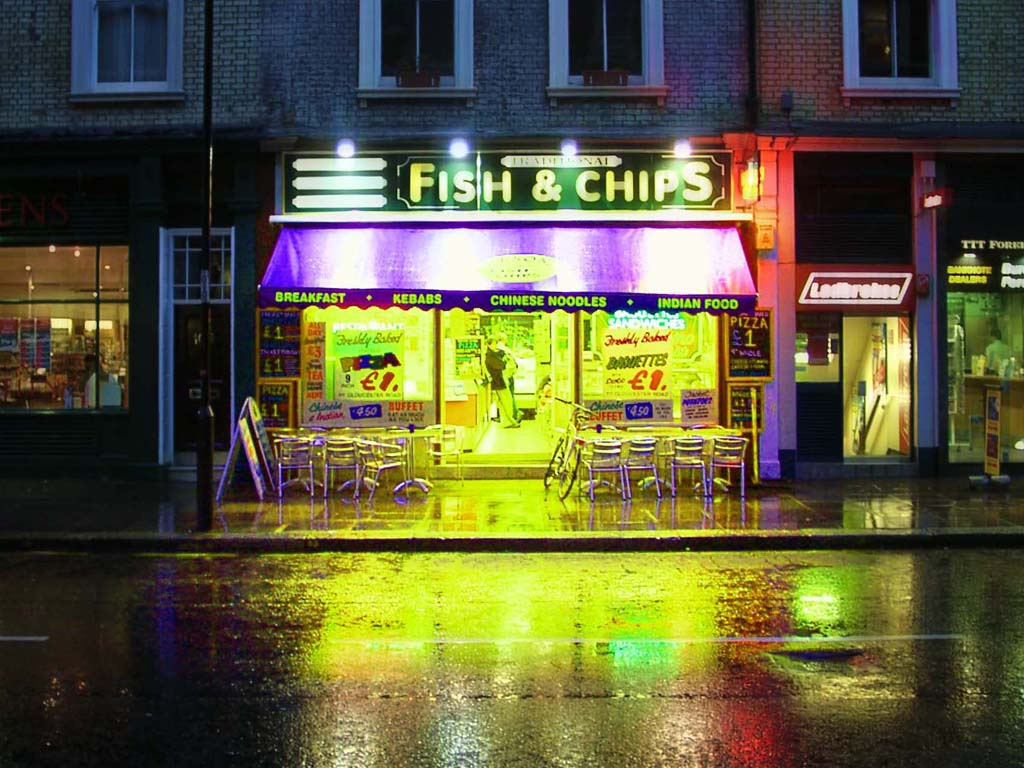
ロンドンのフィッシュ・アンド・チップスの店（2000年）

20世紀の初頭、ロンドンには約1,200軒のフィッシュ・アンド・チップスが存在していた。フィッシュ・アンド・チップスは庶民にとっての最初の外食産業であり、1930年代になると中流階級もフィッシュ・アンド・チップスを利用するようになる。井戸端会議の集会場、若者のたまり場としてフィッシュ・アンド・チップスは都会の労働者階級の社交場としての地位を確立する。パブの衰退と同時期に、パブよりも健全なたまり場であるフィッシュ・アンド・チップスの台頭が始まる。
1913年には英国フィッシュフライヤーズ連盟（The British National Federation of Fish Friers）が設立され、フィッシュ・アンド・チップスの売り込みと調理法の教育が提供された。
第二次世界大戦下のイギリスで配給制がとられたとき、数少ない配給食糧のひとつがフィッシュ・アンド・チップスであった。戦後もフィッシュ・アンド・チップスは安いファストフードとして、一定の人気を維持している。
1970年代のロンドンにはフィッシュ・アンド・チップスの店が多く現れ、町中に屋台が建ち並んでいた。70年代の初頭には夕方になると新聞紙に包まれたフィッシュ・アンド・チップスを手に労働者たちが帰宅する光景が見られた。また、70年代から80年代のロンドンでは、地下鉄やバスの乗務員として多く雇用されたカリブ系黒人女性が夕食にフィッシュ・アンド・チップスを持ち帰る姿がしばしば見られた。現在、外資系のファーストフードチェーンに押され、屋台の数は減少している。

## 販売形態
フィッシュ・アンド・チップスを販売している店は「チッピー（chippy）」と呼ばれ、イギリス各地に多数の店舗が存在する。また、発祥地のイギリスでは洒落を効かせて "The Batter Plaice"、"A Salt and Battery"、"The Codfather"、"The Fish Plaice" などの名前で呼ばれることもある。
イギリス、アイルランド、オーストラリア、ニュージーランド、北アメリカでは、フィッシュ・アンド・チップスは通常独立した店舗においてテイク・アウェイ方式で販売されている。店舗の営業規模はごく小規模の自営業者からチェーンストアに至るまで幅広く、地方の市場の多くで経営される地元資本のシーフードレストランでもポピュラーな料理となっている。また、臨時的な店舗として、移動販売の形態をとるチップ・バンズが存在する。
最も優れたフィッシュ・アンド・チップスの店を選出するコンクールが多く存在し、コンクールで入賞することは大衆文化における一種のステータスとなっている。

## 食べ方

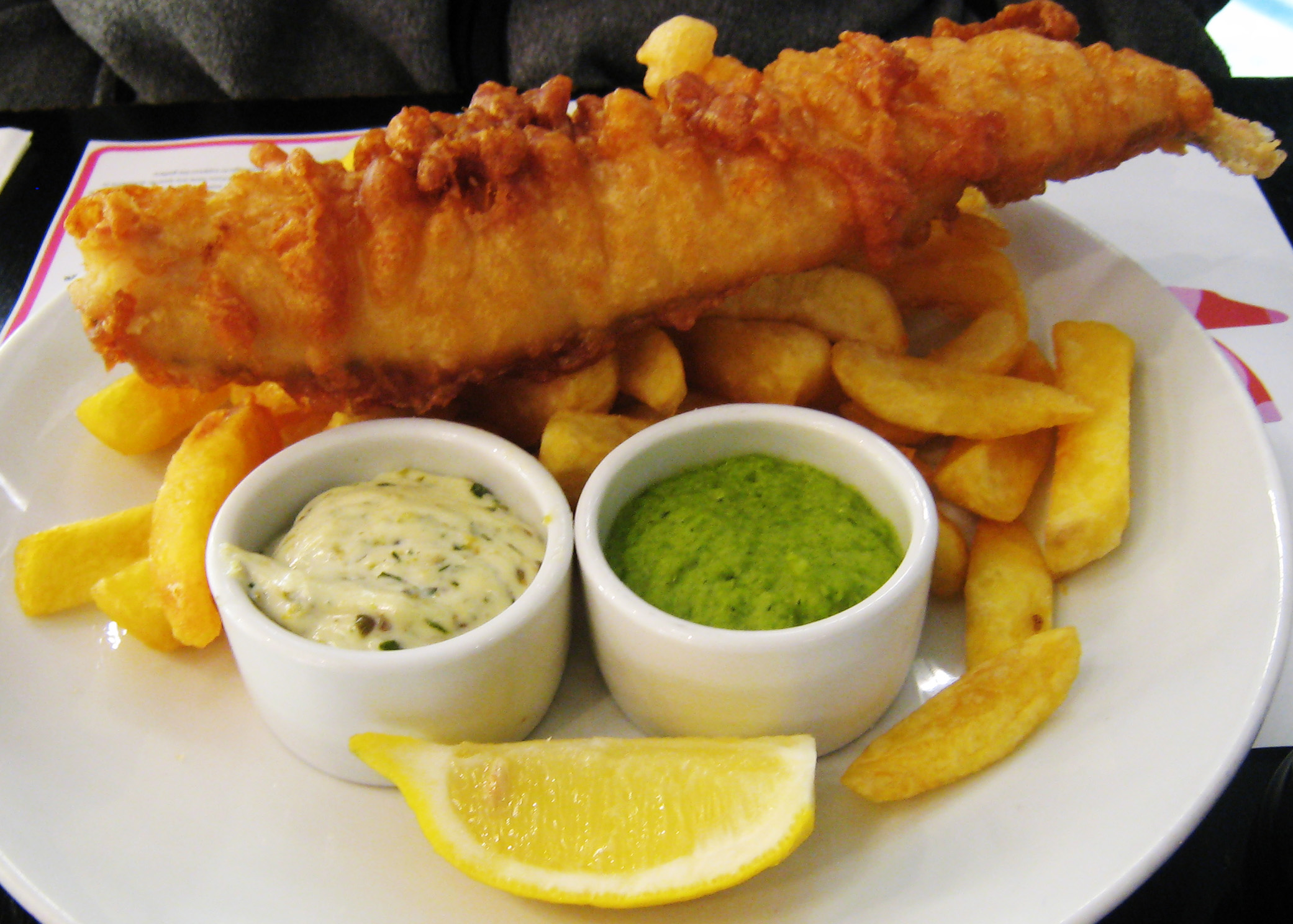
マッシーピーとタルタルソースを添えたフィッシュ・アンド・チップス

包装紙に包まれたフィッシュ・アンド・チップスを渡された客は歩きながら、あるいはどこかに腰かけてフライを指でつまんで食べるのが一般的である。パブやイスとテーブルが置かれたフィッシュ・アンド・チップスの店では、皿に載せて供される。
イギリスでは、伝統的にフィッシュ・アンド・チップスには酢と塩をかけて食べる。酢はモルトビネガー（Malt vinegar、麦芽を原料とする酢）やオニオンビネガーが使用され、醸造されていない安価な調味料がかけられることもある。付け合せにはマッシーピー（Mushy peas、潰した緑色の豆）が一般的であり、テーブルが置かれたフィッシュ・アンド・チップスの店とパブでは通常料理と一緒に輪切りのレモン、酢と塩とソース類が出され、客は好みで味付けができる。
アイルランド、ウェールズ、イングランド北部では、多くのテイク・アウェイ店ではグレイビーソース、カレーソースなどのソースやマッシーピーがトッピングとして用意され、これらのソースは通常フライの上に直接かけられた状態で提供される。
オーストラリアとニュージーランドでは、しばしばフィッシュ・アンド・チップスを客に渡す前にシーズンドソルトが振り掛けられる。これらの国ではトマトソースとタルタルソースが一般的なトッピングであり、小さなプラスチック製の容器に入れられた状態で売られている。また、フィッシュ・アンド・チップスを店内で食べる場合でも持ち帰る場合のいずれにおいても、レモンの輪切りが添えられる。
カナダではイギリスでの伝統に則ってフィッシュ・アンド・チップスと一緒に酢と塩が用意されることもあるが、多くのレストランでは皿に盛られたフィッシュ・アンド・チップスと一緒にくし切りにされたレモンとタルタルソースが用意される。アメリカの場合、モルトビネガーが出されることもあるが、ほとんどのレストランでトッピングとして提供されるのはタルタルソース、ケチャップなどのソース類とコールスローである。

## 包装

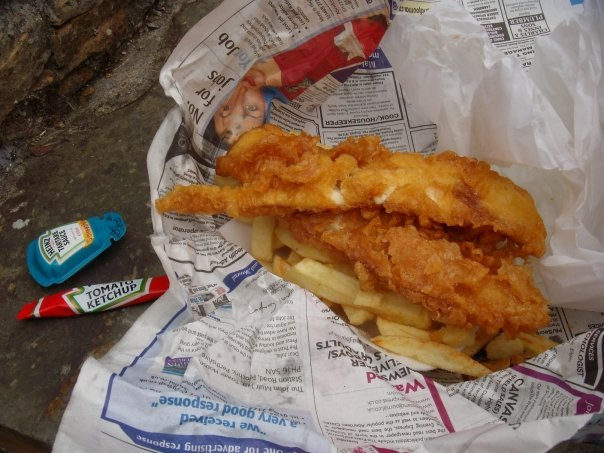
オークニー諸島・ストロムネスのフィッシュ・アンド・チップス。白い紙の上に新聞紙で包まれている

かつては新聞紙に包んで客に出すのが半ば常識になっていたが、今日では衛生面の問題で新聞紙を包装に使用することは禁止されている。新聞紙の印刷に使用されるインクに含まれる鉛の中毒性が指摘されたためであるが、印刷業者は現在新聞の印刷に使用されるインクに健康上の害は無いと述べている。禁止された新聞紙の代用としては、新聞紙の柄を印刷した用紙を用いることが多い。またイギリスの都市伝説として、『タイムズ』よりも『ザ・サン』で包んだほうがフライが美味になるという俗説も存在する。

## オセアニア
オーストラリアやニュージーランドでもフィッシュ・アンド・チップスの販売は一般的な事業であり、華僑を始めとするアジア系移民の主要な働き口となっている。オーストラリアやニュージーランドでは「外で夕食をすませる」という言葉はフィッシュ・アンド・チップスの店に行くか、あるいはパイ・カートを利用することを意味する。1960年代からフィッシュ・アンド・チップスの店はアメリカ式のファーストフード店との競合にさらされ、持ち帰り用のメニューに中華料理などの別の料理を加える努力が行われている。

## 持続可能な漁業
フィッシュ・アンド・チップスの原料である大西洋北東部・北海のタラは、イギリスをはじめとするヨーロッパの国々の乱獲により2000年前後には枯渇寸前になっており、回復が試みられている。2003年度は、EU水産担当相会議により北海のタラの漁獲量を前年度より45%削減し、漁船団の出港日を月15日以内に制限する取り決めがされた。
2012年5月、イギリスのチャールズ3世（当時皇太子）がスコットランドで開催された世界水産学会議に出席。講演の中で、ゴードンストウン校に通っていた学生時代、フィッシュ・アンド・チップスを買って食べたことを引き合いに出しつつ、今後も伝統食を守ることができるよう持続可能な漁業の重要性を訴えた。